# Lady Bunny

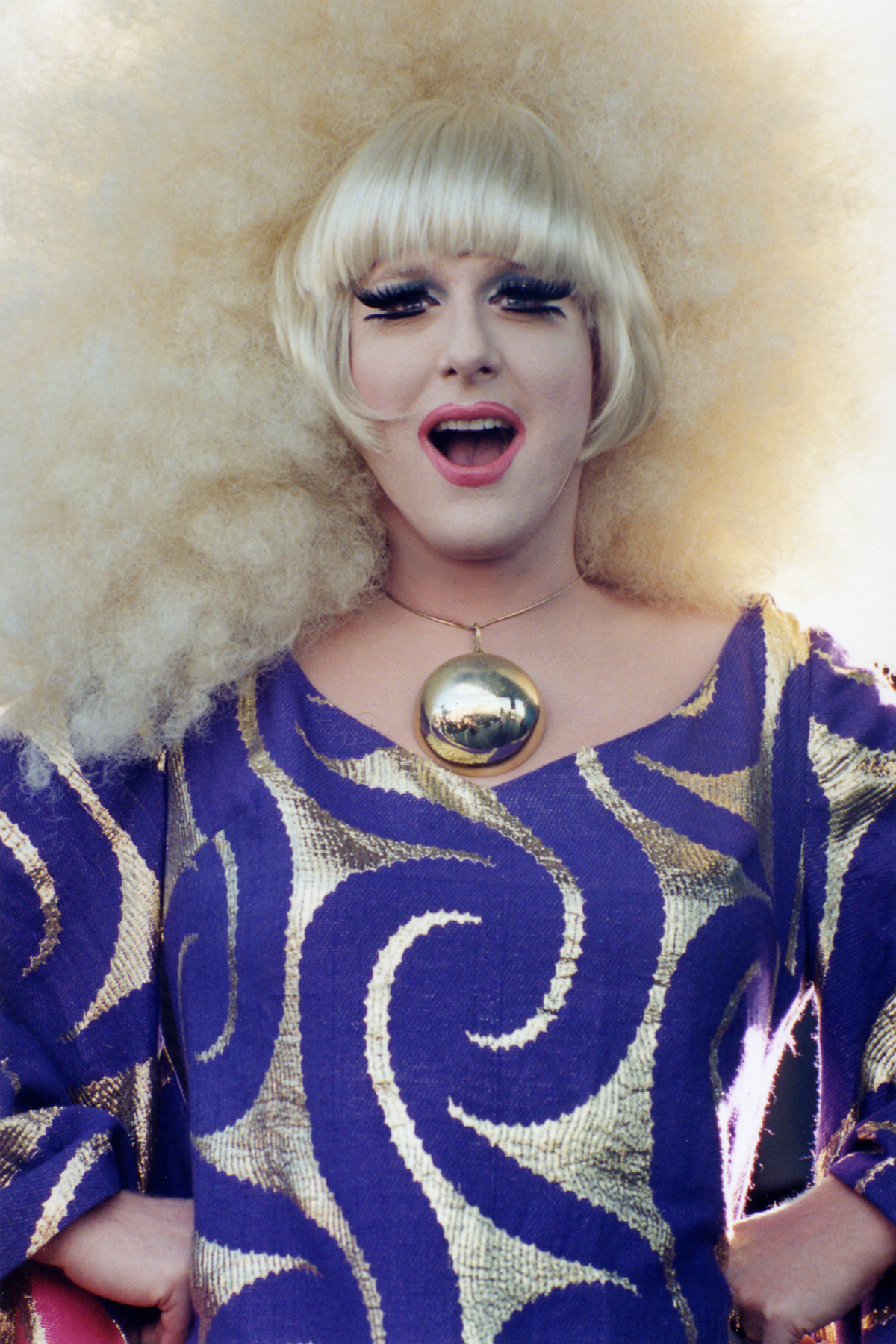
Lady Bunny auf dem Wigstock-Festival 2001

Lady Bunny (* 14. August 1962 in Chattanooga, Tennessee als Jon Ingle) ist eine US-amerikanische Drag Queen. Sie ist Komikerin, DJ und Gründerin des Drag-Queen-Festivals Wigstock.

## Leben
Lady Bunny wuchs in Chattanooga in Tennessee auf. In ihrer Kindheit nahm sie, meist als einziger Junge in der Gruppe, Unterricht in Steppen und Jazztanz. 1982 zog sie nach Atlanta, wo sie an der Georgia State University studierte. Ihr Mitbewohner war die bekannte Drag Queen RuPaul, mit dem sie seither eine Freundschaft verbindet. RuPaul inspirierte sie, eine Drag-Figur zu kreieren. In Atlanta trat sie in der Folge in Zusammenarbeit mit unter anderem dem DJ und Club-Veranstalter Larry Tee und RuPaul regelmäßig als Drag Queen in Clubs auf. Sie spielte zu dieser Zeit auch in den Low-budget-Filmproduktionen RuPauls mit. 1984 zog sie gemeinsam mit RuPaul und anderen Freunden nach New York, wo sie seither lebt und arbeitet.
Im New Yorker Schwulen- und Lesbenviertel East Village wurde Lady Bunny für ihre Shows im The Pyramid Club bekannt, die Playback-Nummern und derbe Humoreinlagen beinhalteten. Bald nach ihrem Umzug nach New York initiierte sie dort das Wigstock-Festival mit, das Drag-Queen-Kultur einer breiteren Öffentlichkeit bekannt machen sollte und von ihr moderiert wurde. Sie selbst bezeichnet das Festival als ihren Karrieredurchbruch. Das Festival, das neben Drag Queens auch Auftritte von Musikern wie Boy George und Crystal Waters hatte, fand bis 2005 jährlich am Labor Day (Tag der Arbeit) im Tompkins Square Park statt und hatte auf seinem Höhepunkt bis zu 40.000 Besucher. Der Dokumentarfilm Wigstock: The Movie (1994) behandelt das Festival.
Seitdem führt sie Shows und Kabarettprogramme in New York auf, unter anderem That Ain't Drag (2011 im La Escuelita Cabaret Theater) und Trans-Jester (2016 im Stonewall Inn). Sie hatte Auftritte unter anderem in einer Episode von Sex and the City (2003), den Filmen To Wong Foo, thanks for Everything, Julie Newmar (1995) und Another Gay Sequel: Gays Gone Wild! (2008) sowie der Fernsehsendung RuPaul's Drag U (2011). Gemeinsam mit RuPaul nahm sie das Duett Throw Ya Hands Up für deren Album Champion (2009) auf.